# Anna Korcz

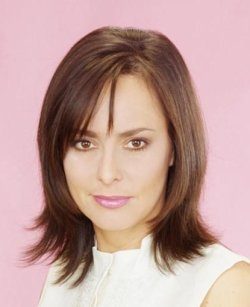
Anna Korcz (2008)

Anna Korcz (* 30. Juli 1968 in Warschau) ist eine polnische Schauspielerin.

## Leben
Anna Korcz absolvierte im Jahr 1992 ihre Schauspielausbildung an der Warschauer Academy of Dramatic Arts. Direkt nach ihrer Ausbildung erhielt sie ein Engagement an einem Warschauer Theater. Ihren ersten Auftritt im Kino hatte sie mit dem Film Napoleon w Europie. Ihre Rolle in der Seifenoper Klan ist ihr bisher größter Erfolg. Größter Erfolg war Na Wspólnej. Die Serie läuft seit 2003 sehr erfolgreich im polnischen Fernsehen. Im Juni 1999 war sie mit einer erotischen Fotostrecke in der polnischen Ausgabe des Playboy zu sehen. Anna Korcz nahm 2005 an der ersten polnischen Ausgabe von Dancing with the Stars teil. Ihr Tanzpartner war Robert Kochanek.
Sie gehört zu den Gründungsmitgliedern der Stiftung Stop Przemocy – o Godność Człowieka (Stopp Gewalt – über die Menschenwürde).
Sie ist mit dem Unternehmer Paweł Pigoń verheiratet. Die beiden wurden 2010 Eltern eines Sohnes. Aus einer früheren Beziehung stammen ihre beiden Töchter.

## Filmografie
- 1989: Nocny gość
- 1990: Napoleon w Europie
- 1996: Dzieje mistrza Twardowskiego
- 1997: Sława i chwała (Fernsehserie)
- 1997: Klan (Fernsehserie)
- 1997: Koniec Pięknego lata
- 1998: Operacja Samum
- 1993–1998: Liczne role teatralne
- 2000: Na dobre i na złe
- 2002: Chopin – Sehnsucht nach Liebe
- 2003: Na Wspólnej
- 2006: Ja wam pokażę!
- 2007: Ryś
- 2008: Daleko od noszy
- 2009: Naznaczony